# Interruttore differenziale
Un interruttore differenziale, in Italia comunemente chiamato anche salvavita, in seguito alla registrazione del marchio da parte di BTicino nel 1965, e noto in inglese come GFCI (ground fault circuit interrupter), è un dispositivo di sicurezza in grado di interrompere il flusso elettrico in un circuito elettrico di un impianto elettrico.
Viene utilizzato a tutela della salute umana in caso di guasto verso terra (dispersione elettrica) o folgorazione fase-terra, fornendo dunque protezione anche verso i contatti elettrici, sia diretti sia indiretto, sulle persone esposte. Non offre invece alcuna protezione contro sovraccarico o cortocircuito tra fase e fase o tra fase e neutro; è detto differenziale, perché basa il suo funzionamento sulla rilevazione della differenza di correnti elettriche che è inevitabilmente presente tra ingresso ed uscita del sistema elettrico in caso di dispersione.

## Principio di funzionamento
Considerando il circuito da proteggere come un singolo nodo, si può affermare che la somma algebrica delle correnti in esso entranti e uscenti deve essere zero (primo principio di Kirchhoff). Pertanto, se si misura l'intensità della corrente in un sistema monofase, normalmente si deve osservare che la corrente entrante sarà uguale a quella uscente. In un sistema trifase la somma delle correnti, dando segno positivo per i flussi entranti e negativo per gli uscenti, risulterà nulla.
Se l'isolamento di un'apparecchiatura connessa all'impianto si guasta, è possibile che venga a crearsi un collegamento più o meno efficace tra la linea elettrica e l'apparecchiatura, la quale, quindi, se è realizzata in materiale conduttivo e viene toccata, può diventare causa di folgorazione. Se il collegamento è precario è possibile anche che si produca calore per effetto Joule con conseguente sviluppo di un incendio.
Poiché nelle centrali di distribuzione della rete elettrica e nelle cabine di trasformazione mt/bt (media tensione/bassa tensione) il punto neutro è collegato a terra, qualunque collegamento tra una fase della linea elettrica e terra subisce un passaggio di corrente. Questa corrente si disperde a terra e non ritorna a monte dell'impianto: l'interruttore differenziale rileva che la somma delle correnti di nodo non è più nulla e interviene aprendo il circuito elettrico. Per evitare che sia un corpo umano a realizzare il ponte fase-terra e per agevolare il lavoro dell'interruttore differenziale è necessario che gli apparecchi con carcassa metallica siano collegati a un adeguato impianto di messa a terra. Si parla, in questo caso, di protezione contro i contatti indiretti.
Nel caso in cui invece una persona tocchi un elemento che è normalmente in tensione, come ad esempio un conduttore elettrico non isolato, si parla di contatto diretto. Anche in questo caso si verifica una dispersione di corrente verso terra, attraverso il corpo della persona, quindi l'interruttore differenziale la rileva ed interviene isolando l'impianto e fornendo, nella maggior parte dei casi, una buona protezione, purché sia del tipo ad alta sensibilità, cioè con corrente differenziale nominale minore o uguale a 30 mA, e abbia un tempo di intervento sufficientemente breve (pochi millisecondi). Da notare che la presenza dell'interruttore differenziale non esime assolutamente dall'obbligo di predisporre un impianto di terra.
In caso di impianti elettrici con più derivazioni in parallelo si possono installare più differenziali a protezione di ciascun ramo derivato, in modo da realizzare una protezione selettiva, tale cioè da isolare solo il ramo in cui si trova il guasto, senza disalimentare gli altri (selettività orizzontale). Se, in aggiunta alle protezioni dei singoli rami, si installa anche un differenziale generale comune a tutti i rami, si ricorre solitamente a un dispositivo di tipo ritardato, in gergo chiamato "selettivo", per evitare che esso intervenga prima di quelli posti a valle e disalimenti anche i circuiti non guasti (selettività verticale), rendendo inutili le protezioni dei singoli rami.

## Struttura e funzionamento

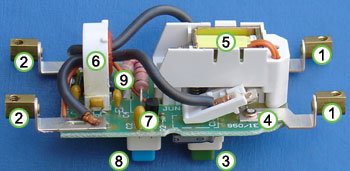
Interruttore differenziale aperto:
1 Morsetti di ingresso (dalla linea)
2 Morsetti di uscita (verso il carico)
3 Leva di riarmo/disarmo
4 Contatti di interruzione
5 Solenoide del meccanismo di sgancio
6 Toroide (sensore di corrente differenziale)
7 Circuito elettronico amplificatore
8 Pulsante di 'test'
9 cavo arancione che alla pressione di 'test' è attraversato da una corrente

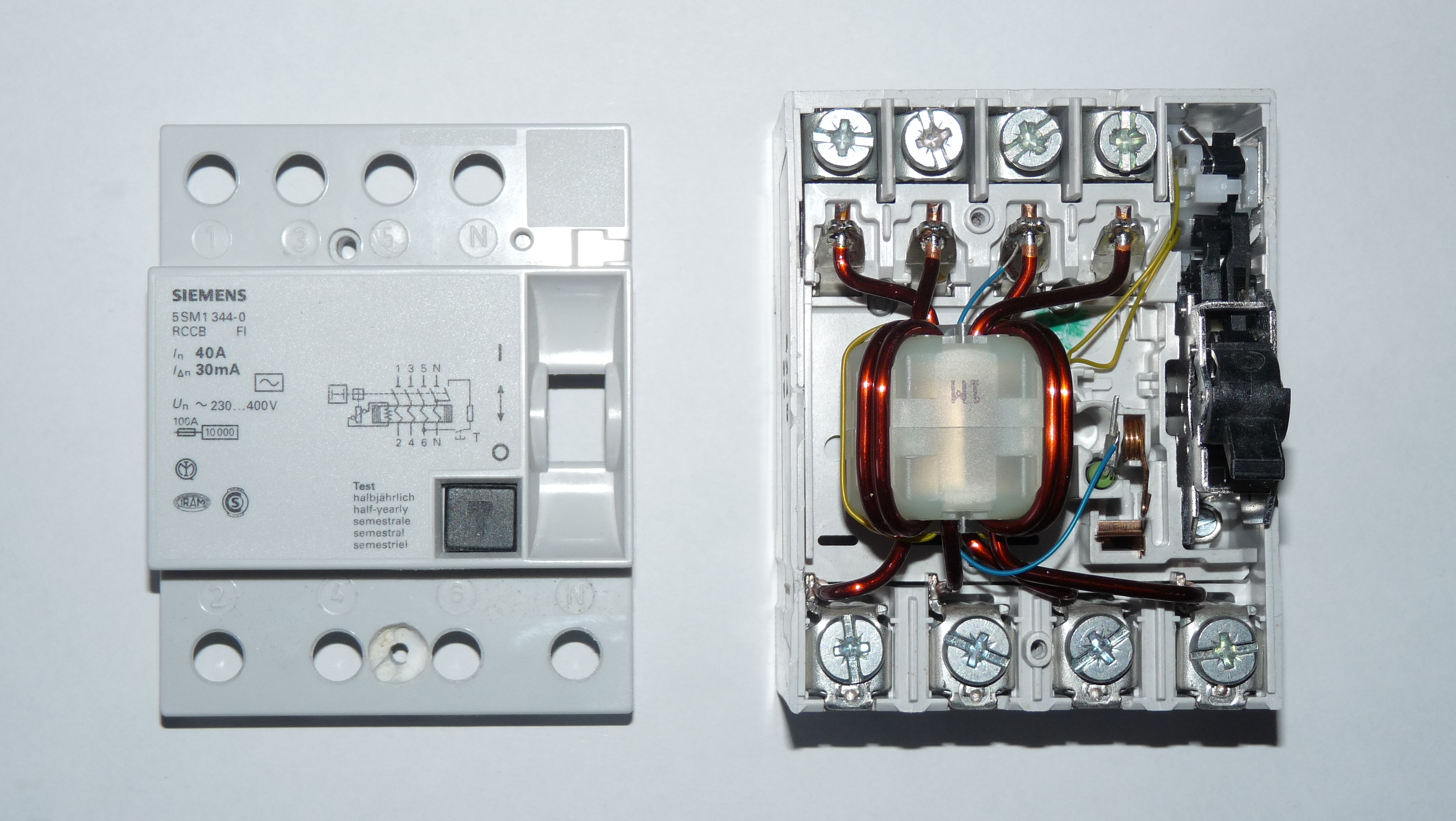
Interruttore differenziale aperto

Nell'interruttore differenziale è presente un circuito magnetico su cui sono avvolti dei solenoidi (uno per filo da proteggere) in modo tale che in condizioni di equilibrio il flusso magnetico prodotto si annulli reciprocamente. In caso di squilibrio, il flusso magnetico non è più nullo ed è sufficiente per attirare una ancorina, la quale provoca lo scatto di una molla che apre l'interruttore.
In alcuni modelli i contatti sono tenuti normalmente chiusi da un elettromagnete alimentato da un circuito elettronico. Quando viene rilevato uno sbilanciamento della corrente misurata da un altro solenoide, il circuito toglie alimentazione all'elettromagnete e provoca l'apertura dei contatti.
Per verificare la continuità di funzionamento è prescritta l'effettuazione di un test con cadenza mensile, premendo un apposito pulsante presente sull'apparecchio.

## Impiantistica
Poiché un impianto reale presenta inevitabilmente piccoli squilibri dovuti a dispersioni, tali da non costituire pericolo, e anche perché esistono dei limiti minimi di sensibilità praticamente realizzabili, ma nello stesso tempo per assicurare un adeguato livello di protezione in caso di folgorazione, sono definite precise soglie di intervento.

### Livelli di protezione (Corrente differenziale nominale)
Gli interruttori differenziali possono essere distinti in base alla loro sensibilità, ovvero alla corrente differenziale nominale che provoca l'intervento del dispositivo. Tale corrente indicata con la lettera greca Δ (IΔn), facendo riferimento alla differenza tra le correnti elettriche su cui basa il suo funzionamento il dispositivo.
Per la protezione delle persone, la sensibilità deve essere minore o uguale a 30 mA. In particolare per le zone bagno degli impianti residenziali è consigliata la sensibilità di 10 mA.
Negli altri ambiti sono ammesse protezioni con sensibilità superiori a 30 mA.

### Tempo di intervento
Gli interruttori differenziali possono essere di tipo istantaneo (con un tempo di intervento inferiore a quanto richiesto dalle norme di prodotto e misurato in millisecondi) oppure di tipo selettivo (ritardato), con ritardo fisso o impostabile, per poter assicurare la selettività cronometrica con gli interruttori differenziali installati a valle.
Per i circuiti terminali con In inferiore a 32 A, la norma CEI 64-8 richiede l'intervento delle protezioni contro i contatti indiretti entro 0,4 s. Nei circuiti TT, questa protezione è in genere effettuata mediante l'utilizzo di differenziali. Nei circuiti di tipo TN, non è in genere necessario l'utilizzo di interruttori differenziali, se non in circuiti (generalmente molto estesi) in cui l'impedenza di guasto è tale da non assicurare l'intervento delle altre protezioni nei tempi richiesti.

### Disposizione
Nell'ambito civile, in origine, si usavano differenziali centralizzati, quindi con un unico differenziale si controllava l'intera abitazione. Con l'entrata in vigore (settembre 2011) dell'Allegato A alla CEI 64-8 V3, anche negli impianti a uso domestico è obbligatorio l'impiego di almeno 2 interruttori differenziali, al fine di garantire maggior sicurezza e una migliore continuità di servizio.
Inoltre, se il montante dell'impianto non è realizzato con conduttori posati in tubazioni o canaline isolanti oppure presenta masse, è obbligatorio installare una protezione differenziale immediatamente a valle del contatore e, al fine di realizzare una corretta selettività, è consigliata l'installazione di un differenziale di tipo "selettivo".
Nell'ambito industriale si suddividono gli impianti in zone per realizzare una protezione selettiva, in modo tale che un guasto in una zona provochi l'intervento del solo differenziale a protezione della zona stessa, senza coinvolgere l'intero impianto. A tale scopo si utilizzano più interruttori differenziali con diversi valori di delta e diversi tempi di intervento (differenziali selettivi).

### Tipo di corrente
Esistono anche differenti classi di interruttori differenziali che si distinguono per il tipo di corrente di guasto a cui sono sensibili:
- AC: sono sensibili alla sola corrente alternata di forma sinusoidale (marchiati con il disegno di un'onda).
- A: sono sensibili anche a correnti unidirezionali pulsanti.
- F: sono sensibili anche a correnti di dispersione con frequenza variabile tra 10 Hz a 1 kHz, necessari per proteggere carichi elettronici o convertitori di frequenza monofase.
- B: sensibili anche a dispersioni in corrente continua, necessari dove siano utilizzati convertitori di frequenza trifase.
- Inoltre esistono particolari dispositivi differenziali ad alta immunità verso i disturbi che possono provenire dalla linea o da apparecchiature elettroniche installate negli impianti. Questi dispositivi non sono definiti dalla norma di prodotto dei differenziali e ogni produttore ha adottato una sigla differente.

## Normativa e legislazione
In Italia l'impiego dell'interruttore differenziale è disciplinato dalle seguenti leggi e normative:
- DM 22 gennaio 2008 n. 37 (Regolamento concernente l'attuazione dell'articolo 11-quaterdecies, comma 13, lettera a) della legge n. 248 del 2 dicembre 2005, recante riordino delle disposizioni in materia di attività d'installazione degli impianti all'interno degli edifici)
- DPR 6 dicembre 1991 n. 447 (Regolamento di attuazione della legge 5 marzo 1990, n. 46, in materia di sicurezza degli impianti)
- Legge 1º marzo 1968 n. 186 (Disposizioni concernenti la produzione di materiali, apparecchiature, macchinari, installazione e impianti elettrici ed elettronici.)
- Norma CEI 64-8 (che disciplina gli impianti elettrici in bassa tensione attualmente alla settima edizione)
- Norma CEI 0-16 (che disciplina gli impianti elettrici con tensione superiore a 1 kV in corrente alternata).

## Sensibilità ai disturbi e scatti intempestivi
Non sono rari i casi in ambito civile in cui viene segnalato che un differenziale scatti, aprendosi, senza un apparente motivo. In alcuni casi il fastidioso fenomeno si presenta ripetutamente, concentrandosi su una particolare fascia oraria (particolarmente coinvolta sembra essere quella fra le ore 5:00 e le 7:00 del mattino in zone vicine a grandi industrie o alla fine di linee molto lunghe).
Le cause possono essere molteplici, per lo più connesse a disturbi sulla linea di varia origine.
La presenza di un gruppo di continuità a valle del differenziale sembra peggiorare la situazione in quanto, intervenendo con l'alimentazione proveniente dalla propria batteria nel momento dell'anomalia di tensione proveniente dall'esterno, genera un disturbo che talvolta fa scattare il differenziale, se quest'ultimo non è di tipo resistente ai disturbi, come spiegato nel paragrafo sul tipo di corrente.
La sempre maggiore presenza di apparecchiature elettroniche e regolatori di velocità a frequenze variabili (inverter) negli impianti porta a scatti intempestivi, immettendo nella stessa rete disturbi che vengono letti dai differenziali come guasti.
Quasi tutti i produttori hanno ormai inserito nei propri cataloghi alcuni interruttori differenziali ad alta resistenza ai disturbi, denominati a immunità rinforzata; sono disponibili, inoltre, interruttori a riarmo automatico. Questi ultimi sono dotati di sistemi di controllo che verificano l'integrità dell'impianto elettrico prima di eseguire il riarmo, per evitare che la richiusura dell'interruttore abbia conseguenze pericolose.

### Accecamentodegli interruttori differenziali
I moderni elettrodomestici (lavatrici, climatizzatori, lavastoviglie, ecc.) sono spesso dotati di inverter o di alimentatori switching (PC, caricabatterie, TV, ecc). In questi dispositivi, la tensione di rete viene generalmente raddrizzata, livellata e modulata ad alta frequenza. Conseguentemente, i guasti che possono insorgere in questi circuiti possono produrre correnti di dispersione di natura sostanzialmente differente (p.es. continua, pulsante, impulsiva, ecc.) rispetto alla forma d'onda sinusoidale a 50 Hz caratteristica della rete elettrica per la quale sono progettati i normali interruttori differenziali. Nello specifico, correnti di dispersione continue o ad alta frequenza possono saturare il solenoide dell'interruttore differenziale, riducendone significativamente la sensibilità. Per questa ragione, eccettuati i casi ove la normativa prescriva tipi specifici, nelle applicazioni in cui siano presenti elettrodomestici di ultima generazione i differenziali di tipo A o F sono generalmente preferibili rispetto a quelli di tipo AC.